# Monon (Indiana)
Monon – miasto w Stanach Zjednoczonych, w stanie Indiana, w hrabstwie White.